# Cintia Angulo Leseigneur
Cintia Angulo Leseigneur es una empresaria mexicana originaria de la ciudad de Poza Rica de Hidalgo, Veracruz. Se ha desempeñado como directora general para México del grupo francés Electricité de France (EDF). Antes de ser directora general ocupó durante 7 años el cargo de Delegada y representante del Grupo EDF en México, actualmente dirige la empresa Powerchina de México.

## Biografía
Se graduó como licenciada en Ciencias Políticas y Administración Pública en la Universidad Nacional Autónoma de México y obtuvo una maestría en Administración Pública en la Université de Moncton, Canadá. Es egresada de La Sorbonne de París de la Escuela Nacional de Administración.
Después de terminar sus estudios, Électricité de France (EDF) la contrató, y seis años más tarde acordó con ella abrir una oficina en México, convirtiéndose así en la primera presidenta mujer y no francesa de una filial de la paraestatal gala. Con Cintia Angulo al frente, EDF ganó las cuatro licitaciones en las que participó y pasó a ser el primer productor independiente de energía en México. Gracias a esto, recibió por decreto presidencial el 29 de abril de 2002 la condecoración de Caballero de la Legión de Honor, el reconocimiento más importante que otorga el gobierno francés.
También, pertenece desde el 2003 al Consejo Editorial Externo de la Sección de Negocios del periódico Reforma y del Consejo de Energía Eléctrica. Además de sus actividades profesionales, realiza actividades filantrópicas en las comunidades marginadas de México.

## Actualidad
En la edición de noviembre de 2007 la Revista Expansión publicó un artículo sobre su carrera profesional al frente de importantes empresas transnacionales, como parte de un especial sobre las 50 mujeres más poderosas en los negocios en México.